# Marián Miezga
Marián Miezga (Bratislava, 30 ottobre 1974) è un attore, conduttore televisivo e cantante slovacco.

## Biografia
È stato riconosciuto alla cerimonia di premiazione Divadelné ocenenia sezóny – DOSKY 1998 come Scoperta dell'anno (Objav roka) come parte della performance di Na koho to slovo padne. Sebbene noto principalmente per i suoi ruoli televisivi sui canali televisivi slovacchi STVR (precedentemente RTVS) e TV JOJ. Nel 2018 si è unito al cast della serie TV Oteckovia di TV Markíza come Juraj Šípka

## Filmografia selezionata
- S.O.S. (serie TV, 2004)
- Panelák (serie TV, 2008–2014)
- Mesto tieňov (serie TV, 2008)
- Partička (serie TV, 2009)
- Záhady tela (game show, 2017–il presente)
- Oteckovia (serie TV, 2018)
- Přes prsty (2019)